# Walter Ariel García
Walter Ariel García (Buenos Aires, Argentina, 14 de marzo de 1984) es un exfutbolista argentino. Jugaba de defensor central y su último club fue All Boys. 

## Trayectoria
Surgió de las divisiones inferiores de Argentinos Juniors. Le tocó debutar a la edad de 18 años con el bicho colorado el 30 de noviembre de 2002 en la victoria de su equipo sobre Gimnasia de Jujuy por resultado de 2 a 0.
El 31 de julio de 2003, fue adquirido a préstamo e inscrito por San Lorenzo de Almagro ante la AFA, con la intención de que se transformara en el último refuerzo del club para la temporada 2003/04. Al año siguiente, exactamente el 14 de febrero de 2004, debutó con la camiseta de San Lorenzo ante Chacarita Juniors en la fecha 1 del Torneo Clausura 2004, partido que terminaría 2 a 0 en favor de San Lorenzo. 
Con San Lorenzo jugó la Copa Sudamericana 2004 y la Copa Libertadores 2005, donde le marcó un gol al Guadalajara en la derrota de 1 a 2 como visitante el 23 de marzo. Se convirtió en una de las principales figuras del Ciclón e hizo parte de una excelente camada de jóvenes prospectos compuesta por Jonathan Bottinelli, Gonzalo Javier Rodríguez, Walter Acevedo, Pablo Barrientos y Pablo Zabaleta entre muchos otros.
En enero de 2006, despertó un gran interés en el Sevilla de la Primera División de España. Sin embargo, los Blanquirrojos, que inicialmente solicitaron el préstamo de García, terminaron desistiendo debido al alto costo de su ficha (€ 3.000.000).
Finalmente, el 3 de febrero de 2006, es traspasado al fútbol ruso con el Rubin Kazán, equipo que adquirió el 50% de su pase en una transacción de 2.2 millones de USD (de los cuales San Lorenzo solamente recibió la mitad). Debutaría con el Rubín Kazán el 27 de marzo de 2006, jugando los 90 minutos del empate de 0 a 0 contra el PFC Krylia Sovetov Samara. En el equipo ruso compartió vestuario con su compatriota Alejandro El Chori Domínguez y el uruguayo Andrés Scotti.
El 2 de septiembre de 2006, tras pocas chances de juego con el Rubín Kazán, se anuncia su préstamo por seis meses al Catania, que acababa de ascender a la Serie A italiana. Sin embargo, su pasantía por el fútbol italiano tampoco fue exitosa, por lo que para el 12 de enero de 2007 sería anunciado como nuevo refuerzo del Quilmes de la Primera División Argentina. Con el equipo cervecero disputó 13 juegos del Torneo Clausura 2007, en el cual descendieron a la Primera B Nacional.
Concluido su paso por Quilmes, a mediados de 2008 reforzó al Club Nacional de Football, equipo con el cual logró el título de campeón en el Torneo Apertura 2008 de la Primera División de Uruguay. En el equipo tricolor nunca llenó las expectativas de su entrenador Gerardo Pelusso y, por tanto, tuvo que marcharse a comienzos del año siguiente.
Tras infructuosos pases a los clubes Deportivo Quito de Ecuador y América de México, el 17 de agosto de 2009 finalmente se confirma su fichaje por el New York Red Bulls de la Major League Soccer. Haría su debut con el equipo neoyorquino el 24 de octubre en la victoria por 5 goles a 0 contra el Toronto FC de su compatriota Pablo Vitti.
El 31 de agosto de 2010 se anunció su fichaje por el Juventud Antoniana, equipo con el que disputó el Torneo Argentino A.
El 25 de julio de 2011 pasó al Guillermo Brown de la Primera B Nacional. Hizo su debut el 7 de agosto de 2011 en la jornada 1 frente al Deportivo Merlo, partido que terminó con empate de 1 a 1. Anotó su primer gol contra Huracán el 28 de agosto de 2011 en la derrota como local por 3 a 1. Concluyó el Campeonato de Primera B Nacional 2011-12 con 30 partidos y 3 goles.[cita requerida]
A pesar de haber recibido una oferta de Gimnasia de Jujuy, el 10 de julio de 2012, un 80% de su pase pasó a ser de Independiente Rivadavia en un contrato por 1 año. Debutó el 18 de agosto de 2012, frente a Douglas Haig, por la segunda fecha del Torneo Inicial 2012, en un encuentro disputado en el Estadio Bautista Gargantini de Mendoza. El mismo terminó 1 a 0 a favor de Independiente Rivadavia. Su primera anotación llegaría el 28 de septiembre de 2012 en el empate de 1 a 1 contra Gimnasia de La Plata. En la Lepra se convirtió en pieza inamovible dentro de la zaga, llegando a acumular 83 partidos y 3 goles en lo que fue de su paso por el club mendocino.[cita requerida]
El 21 de enero de 2015 fue confirmado como el séptimo refuerzo de Los Andes, club con el que disputó la Primera B Nacional y la Copa Argentina. Debutaría el 15 de febrero de 2015 en el empate de 0 a 0 contra Instituto de Córdoba. Fue capitán del club y una de sus principales figuras.
El 17 de enero de 2017 se confirmó su fichaje por el Olimpia de la Liga Nacional de Honduras.
El 22 de junio de 2018 se sumó al Club Atlético All Boys, que disputa la Tercera División de Argentina.

## Selección Argentina
Nunca ha sido convocado a la Selección de fútbol de Argentina absoluta. Sin embargo, a nivel de selecciones menores formó parte de sus múltiples categorías: Sub-17 (con la que obtuvo un segundo puesto en el Sudamericano sub-17 de 2001 y consiguió un cuarto puesto en el Mundial de Trinidad y Tobago en 2001) y sub-20 (con la que se consagró campeón del Sudamericano Sub-20 de 2003 y obtuvo también un cuarto puesto en el Mundial de Emiratos Árabes de ese mismo año).
En 2003, ganó la medalla dorada en los Juegos Panamericanos que se realizaron en Santo Domingo, República Dominicana. En la final derrotaron a Brasil 1-0 con gol de Maxi López, siendo el técnico, Miguel Ángel Tojo.

## Clubes
| Club                    | País           | Año       | Partidos | Goles |
| ----------------------- | -------------- | --------- | -------- | ----- |
| Argentinos Juniors      | Argentina      | 2002-2003 | 21       | 0     |
| San Lorenzo             | Argentina      | 2003-2005 | 69       | 4     |
| Rubín Kazán             | Rusia          | 2006      | 3        | 0     |
| → Catania (préstamo)    | Italia         | 2006      | 5        | 0     |
| → Quilmes (préstamo)    | Argentina      | 2007-2008 | 44       | 0     |
| Nacional                | Uruguay        | 2008      | 0        | 0     |
| New York Red Bulls      | Estados Unidos | 2009      | 1        | 0     |
| Juventud Antoniana      | Argentina      | 2010-2011 | 13       | 0     |
| Guillermo Brown         | Argentina      | 2011-2012 | 33       | 3     |
| Independiente Rivadavia | Argentina      | 2012-2015 | 83       | 9     |
| Los Andes               | Argentina      | 2015-2016 | 66       | 3     |
| Olimpia                 | Honduras       | 2017      | 16       | 2     |
| Deportivo Maipú         | Argentina      | 2017-2018 | 27       | 6     |
| All Boys                | Argentina      | 2018-2019 | 16       | 1     |

## Palmarés

### Campeonatos nacionales
| Título          | Club     | País    | Año  |
| --------------- | -------- | ------- | ---- |
| Torneo Apertura | Nacional | Uruguay | 2008 |

### Campeonatos internacionales
| Título               | Selección        | Sede          | Año  |
| -------------------- | ---------------- | ------------- | ---- |
| Sudamericano Sub-20  | Argentina sub-20 | Montevideo    | 2003 |
| Juegos Panamericanos | Argentina sub-20 | Santo Domingo | 2003 |